# Старина и новизна
«Старина́ и новизна́» — периодическое печатное издание, которое выходило в Российской империи под патронажем издававшийся «Обществом ревнителей русского исторического просвещения в память императора Александра III». Всего в период с 1897 по 1917 год было опубликовано 22 номера.
Первым издателем «Старины и новизны», в 1772—1773 годах, выступил русский писатель и поэт эпохи Просвещения Василий Григорьевич Рубан. Основу сборника составляли русские стихотворные и прозаические произведения, а также переводы сочинений иностранных авторов.  Значительное место в сборнике занимали документальные материалы касающиеся российской истории и русской литературы XVII—XIX вв.
С 1897 по 1904 год сборник «Старина и новизна» выходил в столице Российской империи городе Санкт-Петербурге, а с 1904 года вплоть до Октябрьской социалистической революции 1917 года в Петрограде и Москве. Выпуски издания выходили в свет по мере накопления достаточного объёма литературного материала.
Во главе «Старины и новизны» стоял председатель «Общества ревнителей русского исторического просвещения в память императора Александра III» русский историк и общественный деятель граф Сергей Дмитриевич Шереметев. Активное участие в издании сборника принимали археограф Н. Д. Чечулин, архивист и филолог  К. Я. Грот, братья Николай и Александр Барсуковы, историк С. Ф. Платонов, историк литературы Л. Н. Майков и другие российские учёные начала XX века.